# Lotononis brierleyae
Lotononis brierleyae är en ärtväxtart som beskrevs av Baker f. Lotononis brierleyae ingår i släktet Lotononis och familjen ärtväxter. Inga underarter finns listade i Catalogue of Life.